# Eveliina Summanen
Eveliina Summanen (Lappeenranta, 29 mei 1998) is een voetbalspeelster uit Finland. Ze speelt als middenvelder voor Tottenham Hotspur in de Super League.

## Clubcarrière
Summanen begon haar voetbalcarrière in haar geboorteplaats bij PEPO. In de Finse hoofdstad Helsinki maakte ze haar profdebuut bij HJK. In 2019 maakte ze de overstap naar Zweden, waar ze ging spelen voor KIF Örebro DFF. In hetzelfde land was ze eveneens actief voor Kristianstads DFF.
Op 10 januari 2022 voegde Summanen zich bij Tottenham Hotspur FC dat een transfersom betaalde voor haar komst. In eerste instantie tekende ze een eenjarig contract. In een wedstrijd tegen Manchester United WFC ging Summanen na een duel met Ella Toone naar de grond. Toone, speelster van Manchester United, kreeg een rode kaart voor een vermeende klap die ze zou hebben uitgedeeld aan Summanen. Na afloop kreeg Summanen veel kritiek over zich heen dat ze de klap zou hebben geacteerd. Toone's rode kaart werd geseponeerd en Summanen werd voor twee wedstrijden geschorst wegen onsportief gedrag. Totthenham Hotspur reageerde geschokt op de schoring van Summanen.
Summanens contract bij de Spurs werd op 17 november 2023 verlengd tot medio 2026.

## Statistieken
| Seizoen | Club                 | Land     | Competitie        | Wedstrijden | Doelpunten |
| ------- | -------------------- | -------- | ----------------- | ----------- | ---------- |
| 2016    | HJK                  | Finland  | Kansallinen Liiga | 19          | 0          |
| 2017    | HJK                  | Finland  | Kansallinen Liiga | 21          | 3          |
| 2018    | HJK                  | Finland  | Kansallinen Liiga | 23          | 5          |
| 2019    | KIF Örebro DFF       | Zweden   | Damallsvenskan    | 21          | 3          |
| 2020    | Kristianstads DFF    | Zweden   | Damallsvenskan    | 22          | 4          |
| 2021    | 20                   | Zweden   | Damallsvenskan    | 1           |            |
| 2021/22 | Tottenham Hotspur FC | Engeland | Super League      | 10          | 0          |
| 2022/23 | Tottenham Hotspur FC | Engeland | Super League      | 20          | 3          |
| 2023/24 | Tottenham Hotspur FC | Engeland | Super League      | 20          | 1          |
| 2024/25 | Tottenham Hotspur FC | Engeland | Super League      | 11          | 2          |
| Totaal  | Totaal               | Totaal   | Totaal            | 187         | 22         |

Laatste update: 14 maart 2025

## Interlandcarrière
Summanen maakte haar debuut voor de Finse nationale ploeg in 2017 tijdens de WK 2019 kwalificatiereeks. Finland wist zich niet te plaatsen voor het eindtoernooi in Frankrijk.
In 2022 was Summanen met haar land actief op het EK 2022 in Engeland. Ze kwam in alle wedstrijden in actie, maar kon niet voorkomen dat de groepsfase na drie nederlagen het eindstation was voor de Finnen.